# Пляжний волейбол на літніх Олімпійських іграх 2020 (жінки)
Жіночий турнір з пляжного волейболу на Літніх Олімпійських іграх 2020 пройшли в Токіо з 24 липня по 6 серпня 2021 року.

## Груповий етап
За підсумками групового етапу напряму в 1/8 фіналу вийшли 12 команд, що посіли у своїх групах 1-е та 2-е місця, а також дві команди, які посіли 3-і місця з найкращими показниками. Ще чотири команди, які також стали третіми у групах, провели стикові матчі, два переможці яких пройшли до 1/8 фіналу. Далі турнір пройшов за системою плей-оф.
|  | Кваліфікація до плей-оф |
|  | Втішний раунд           |

### Група А
| М | Команда                                 | Очки | Матчі | Матчі | Сети | Сети | Сети  | Мʼячі | Мʼячі | Мʼячі |
| М | Команда                                 | Очки | В     | П     | В    | П    | В:П   | В     | П     | В:П   |
| - | --------------------------------------- | ---- | ----- | ----- | ---- | ---- | ----- | ----- | ----- | ----- |
| 1 | Сара Паван/Мелісса Гумана-Паредес (CAN) | 6    | 3     | 0     | 6    | 0    | MAX   | 129   | 96    | 1.344 |
| 2 | Анук Верже-Депре/Йоана Гайдріх (SUI)    | 5    | 2     | 1     | 4    | 3    | 1.333 | 135   | 120   | 1.125 |
| 3 | Катя Стам/Раїса Схон (NED)              | 4    | 1     | 2     | 2    | 4    | 0.500 | 113   | 123   | 0.919 |
| 4 | Юлія Зуде/Карла Боргер (GER)            | 3    | 0     | 3     | 1    | 6    | 0.167 | 106   | 144   | 0.736 |

| Дата  | Час (UTC+9) |                                         | Рахунок |                                      | Сети  | Сети  | Сети | Протокол                                           |
| Дата  | Час (UTC+9) | 1                                       | Рахунок | 2                                    | 3     |       |      | Протокол                                           |
| ----- | ----------- | --------------------------------------- | ------- | ------------------------------------ | ----- | ----- | ---- | -------------------------------------------------- |
| 24.07 | 12:00       | Сара Паван/Мелісса Гумана-Паредес (CAN) | 2:0     | Катя Стам/Раїса Схон (NED)           | 21–16 | 21–14 |      | Звіт [Архівовано 24 липня 2021 у Wayback Machine.] |
| 24.07 | 17:00       | Анук Верже-Депре/Йоана Гайдріх (SUI)    | 2:1     | Юлія Зуде/Карла Боргер (GER)         | 21–8  | 21–23 | 15–6 | Звіт [Архівовано 24 липня 2021 у Wayback Machine.] |
| 26.07 | 12:00       | Сара Паван/Мелісса Гумана-Паредес (CAN) | 2:0     | Юлія Зуде/Карла Боргер (GER)         | 21–17 | 21–14 |      | Звіт [Архівовано 6 серпня 2021 у Wayback Machine.] |
| 26.07 | 21:00       | Анук Верже-Депре/Йоана Гайдріх (SUI)    | 2:0     | Катя Стам/Раїса Схон (NED)           | 22–20 | 21–18 |      | Звіт [Архівовано 6 серпня 2021 у Wayback Machine.] |
| 29.07 | 10:00       | Сара Паван/Мелісса Гумана-Паредес (CAN) | 2:0     | Анук Верже-Депре/Йоана Гайдріх (SUI) | 21–13 | 24–22 |      | Звіт [Архівовано 6 серпня 2021 у Wayback Machine.] |
| 29.07 | 15:00       | Юлія Зуде/Карла Боргер (GER)            | 0:2     | Катя Стам/Раїса Схон (NED)           | 22–24 | 16–21 |      | Звіт [Архівовано 6 серпня 2021 у Wayback Machine.] |

### Група B
| М | Команда                               | Очки | Матчі | Матчі | Сети | Сети | Сети  | Мʼячі | Мʼячі | Мʼячі |
| М | Команда                               | Очки | В     | П     | В    | П    | В:П   | В     | П     | В:П   |
| - | ------------------------------------- | ---- | ----- | ----- | ---- | ---- | ----- | ----- | ----- | ----- |
| 1 | Ейпріл Росс/Алікс Клайнман (USA)      | 6    | 3     | 0     | 6    | 1    | 6.000 | 140   | 109   | 1.284 |
| 2 | Сюе Чень/Ван Сінь-Сінь (CHN)          | 5    | 2     | 1     | 4    | 3    | 1.333 | 143   | 128   | 1.117 |
| 3 | Ліліан Фернандес/Ельза Бакерісо (ESP) | 4    | 1     | 2     | 2    | 5    | 0.400 | 108   | 137   | 0.788 |
| 4 | Санні Кейзер/Маделейн Меппелінк (NED) | 3    | 0     | 3     | 3    | 6    | 0.500 | 160   | 177   | 0.904 |

| Дата  | Час (UTC+9) |                                       | Рахунок |                                       | Сети  | Сети  | Сети  | Протокол                                           |
| Дата  | Час (UTC+9) | 1                                     | Рахунок | 2                                     | 3     |       |       | Протокол                                           |
| ----- | ----------- | ------------------------------------- | ------- | ------------------------------------- | ----- | ----- | ----- | -------------------------------------------------- |
| 25.07 | 09:00       | Ейпріл Росс/Алікс Клайнман (USA)      | 2:0     | Сюе Чень/Ван Сінь-Сінь (CHN)          | 21–17 | 21–19 |       | Звіт [Архівовано 6 серпня 2021 у Wayback Machine.] |
| 25.07 | 21:00       | Санні Кейзер/Маделейн Меппелінк (NED) | 1:2     | Ліліан Фернандес/Ельза Бакерісо (ESP) | 21–19 | 18–21 | 14–16 | Звіт [Архівовано 6 серпня 2021 у Wayback Machine.] |
| 27.07 | 09:00       | Ейпріл Росс/Алікс Клайнман (USA)      | 2:0     | Ліліан Фернандес/Ельза Бакерісо (ESP) | 21–13 | 21–16 |       | Звіт [Архівовано 6 серпня 2021 у Wayback Machine.] |
| 27.07 | 16:00       | Санні Кейзер/Маделейн Меппелінк (NED) | 1:2     | Сюе Чень/Ван Сінь-Сінь (CHN)          | 21–19 | 29–31 | 13–15 | Звіт [Архівовано 6 серпня 2021 у Wayback Machine.] |
| 30.07 | 09:00       | Ейпріл Росс/Алікс Клайнман (USA)      | 2:1     | Санні Кейзер/Маделейн Меппелінк (NED) | 20–22 | 21–17 | 15–5  | Звіт [Архівовано 6 серпня 2021 у Wayback Machine.] |
| 30.07 | 17:00       | Ліліан Фернандес/Ельза Бакерісо (ESP) | 0:2     | Сюе Чень/Ван Сінь-Сінь (CHN)          | 13–21 | 10–21 |       | Звіт [Архівовано 6 серпня 2021 у Wayback Machine.] |

### Група C
| М | Команда                              | Очки | Матчі | Матчі | Сети | Сети | Сети  | Мʼячі | Мʼячі | Мʼячі |
| М | Команда                              | Очки | В     | П     | В    | П    | В:П   | В     | П     | В:П   |
| - | ------------------------------------ | ---- | ----- | ----- | ---- | ---- | ----- | ----- | ----- | ----- |
| 1 | Ван Фань/Ся Сіньї (CHN)              | 6    | 3     | 0     | 6    | 1    | 6.000 | 138   | 106   | 1.302 |
| 2 | Агата Беднарчук/Едуарда Сантос (BRA) | 5    | 2     | 1     | 4    | 2    | 2.000 | 116   | 108   | 1.074 |
| 3 | Хезер Бейнслі/Бренді Вілкерсон (CAN) | 4    | 1     | 2     | 3    | 4    | 0.750 | 126   | 128   | 0.984 |
| 4 | Ана Галлай/Фернанда Перейра (ARG)    | 3    | 0     | 3     | 0    | 6    | 0.000 | 89    | 127   | 0.701 |

| Дата  | Час (UTC+9) |                                      | Рахунок |                                      | Сети  | Сети  | Сети  | Протокол                                           |
| Дата  | Час (UTC+9) | 1                                    | Рахунок | 2                                    | 3     |       |       | Протокол                                           |
| ----- | ----------- | ------------------------------------ | ------- | ------------------------------------ | ----- | ----- | ----- | -------------------------------------------------- |
| 24.07 | 11:00       | Агата Беднарчук/Едуарда Сантос (BRA) | 2:0     | Ана Галлай/Фернанда Перейра (ARG)    | 21–19 | 21–11 |       | Звіт [Архівовано 24 липня 2021 у Wayback Machine.] |
| 24.07 | 20:00       | Хезер Бейнслі/Бренді Вілкерсон (CAN) | 1:2     | Ван Фань/Ся Сіньї (CHN)              | 21–18 | 15–21 | 11–15 | Звіт [Архівовано 6 серпня 2021 у Wayback Machine.] |
| 27.07 | 11:00       | Хезер Бейнслі/Бренді Вілкерсон (CAN) | 2:0     | Ана Галлай/Фернанда Перейра (ARG)    | 22–20 | 21–12 |       | Звіт [Архівовано 6 серпня 2021 у Wayback Machine.] |
| 27.07 | 22:00       | Агата Беднарчук/Едуарда Сантос (BRA) | 0:2     | Ван Фань/Ся Сіньї (CHN)              | 18–21 | 14–21 |       | Звіт [Архівовано 6 серпня 2021 у Wayback Machine.] |
| 29.07 | 20:00       | Ван Фань/Ся Сіньї (CHN)              | 2:0     | Ана Галлай/Фернанда Перейра (ARG)    | 21–14 | 21–13 |       | Звіт [Архівовано 6 серпня 2021 у Wayback Machine.] |
| 29.07 | 21:00       | Агата Беднарчук/Едуарда Сантос (BRA) | 2:0     | Хезер Бейнслі/Бренді Вілкерсон (CAN) | 21–18 | 21–18 |       | Звіт [Архівовано 29 липня 2021 у Wayback Machine.] |

### Група D
| М | Команда                                  | Очки | Матчі | Матчі | Сети | Сети | Сети  | Мʼячі | Мʼячі | Мʼячі |
| М | Команда                                  | Очки | В     | П     | В    | П    | В:П   | В     | П     | В:П   |
| - | ---------------------------------------- | ---- | ----- | ----- | ---- | ---- | ----- | ----- | ----- | ----- |
| 1 | Келлі Клаас/Сара Спонсіл (USA)           | 6    | 3     | 0     | 6    | 2    | 3.000 | 147   | 110   | 1.336 |
| 2 | Тіна Граудіна/Анастасія Кравценко (LAT)  | 5    | 2     | 1     | 5    | 3    | 1.667 | 135   | 120   | 1.125 |
| 3 | Патрісія Рамос/Ребекка Сілва (BRA)       | 4    | 1     | 2     | 4    | 4    | 1.000 | 141   | 123   | 1.146 |
| 4 | Гауденсія Макоха/Браксідес Хадамбі (KEN) | 3    | 0     | 3     | 0    | 6    | 0.000 | 58    | 126   | 0.460 |

| Дата  | Час (UTC+9) |                                         | Рахунок |                                          | Сети  | Сети  | Сети  | Протокол                                           |
| Дата  | Час (UTC+9) | 1                                       | Рахунок | 2                                        | 3     |       |       | Протокол                                           |
| ----- | ----------- | --------------------------------------- | ------- | ---------------------------------------- | ----- | ----- | ----- | -------------------------------------------------- |
| 26.07 | 09:00       | Келлі Клаас/Сара Спонсіл (USA)          | 2:1     | Тіна Граудіна/Анастасія Кравценко (LAT)  | 21–13 | 16–21 | 15–11 | Звіт [Архівовано 6 серпня 2021 у Wayback Machine.] |
| 26.07 | 11:00       | Патрісія Рамос/Ребекка Сілва (BRA)      | 2:0     | Гауденсія Макоха/Браксідес Хадамбі (KEN) | 21–15 | 21–9  |       | Звіт [Архівовано 6 серпня 2021 у Wayback Machine.] |
| 28.07 | 11:00       | Патрісія Рамос/Ребекка Сілва (BRA)      | 1:2     | Тіна Граудіна/Анастасія Кравценко (LAT)  | 15–21 | 21–12 | 12–15 | Звіт [Архівовано 6 серпня 2021 у Wayback Machine.] |
| 29.07 | 09:00       | Келлі Клаас/Сара Спонсіл (USA)          | 2:0     | Гауденсія Макоха/Браксідес Хадамбі (KEN) | 21–8  | 21–6  |       | Звіт [Архівовано 6 серпня 2021 у Wayback Machine.] |
| 31.07 | 09:00       | Патрісія Рамос/Ребекка Сілва (BRA)      | 1:2     | Келлі Клаас/Сара Спонсіл (USA)           | 21–17 | 19–21 | 11–15 | Звіт [Архівовано 6 серпня 2021 у Wayback Machine.] |
| 31.07 | 10:00       | Тіна Граудіна/Анастасія Кравценко (LAT) | 2:0     | Гауденсія Макоха/Браксідес Хадамбі (KEN) | 21–6  | 21–14 |       | Звіт [Архівовано 6 серпня 2021 у Wayback Machine.] |

### Група E
| М | Команда                                 | Очки | Матчі | Матчі | Сети | Сети | Сети  | Мʼячі | Мʼячі | Мʼячі |
| М | Команда                                 | Очки | В     | П     | В    | П    | В:П   | В     | П     | В:П   |
| - | --------------------------------------- | ---- | ----- | ----- | ---- | ---- | ----- | ----- | ----- | ----- |
| 1 | ОКР Надія Макрогузова/Світлана Холоміна | 6    | 3     | 0     | 6    | 1    | 6.000 | 135   | 101   | 1.337 |
| 2 | Маріафе Артачо/Таліква Кленсі (AUS)     | 5    | 2     | 1     | 5    | 2    | 2.500 | 126   | 119   | 1.059 |
| 3 | Лейла Мартінес/Ліді Ечеваррія (CUB)     | 4    | 1     | 2     | 2    | 4    | 0.500 | 98    | 116   | 0.845 |
| 4 | Марта Менегатті/Вікторія Орсі (ITA)     | 3    | 0     | 3     | 0    | 6    | 0.000 | 104   | 127   | 0.819 |

| Дата  | Час (UTC+9) |                                         | Рахунок |                                         | Сети  | Сети  | Сети  | Протокол                                           |
| Дата  | Час (UTC+9) | 1                                       | Рахунок | 2                                       | 3     |       |       | Протокол                                           |
| ----- | ----------- | --------------------------------------- | ------- | --------------------------------------- | ----- | ----- | ----- | -------------------------------------------------- |
| 25.07 | 12:00       | Маріафе Артачо/Таліква Кленсі (AUS)     | 2:0     | Лейла Мартінес/Ліді Ечеваррія (CUB)     | 21–15 | 21–14 |       | Звіт [Архівовано 6 серпня 2021 у Wayback Machine.] |
| 25.07 | 15:00       | ОКР Надія Макрогузова/Світлана Холоміна | 2:0     | Марта Менегатті/Вікторія Орсі (ITA)     | 21–18 | 21–15 |       | Звіт [Архівовано 6 серпня 2021 у Wayback Machine.] |
| 28.07 | 16:00       | ОКР Надія Макрогузова/Світлана Холоміна | 2:0     | Лейла Мартінес/Ліді Ечеваррія (CUB)     | 21–16 | 21–11 |       | Звіт [Архівовано 6 серпня 2021 у Wayback Machine.] |
| 28.07 | 21:00       | Маріафе Артачо/Таліква Кленсі (AUS)     | 2:0     | Марта Менегатті/Вікторія Орсі (ITA)     | 22–20 | 21–19 |       | Звіт [Архівовано 6 серпня 2021 у Wayback Machine.] |
| 30.07 | 15:00       | Маріафе Артачо/Таліква Кленсі (AUS)     | 1:2     | ОКР Надія Макрогузова/Світлана Холоміна | 8–21  | 21–15 | 12–15 | Звіт [Архівовано 6 серпня 2021 у Wayback Machine.] |
| 30.07 | 20:00       | Марта Менегатті/Вікторія Орсі (ITA)     | 0:2     | Лейла Мартінес/Ліді Ечеваррія (CUB)     | 16–21 | 16–21 |       | Звіт [Архівовано 6 серпня 2021 у Wayback Machine.] |

### Група F
| М | Команда                                  | Очки | Матчі | Матчі | Сети | Сети | Сети  | Мʼячі | Мʼячі | Мʼячі |
| М | Команда                                  | Очки | В     | П     | В    | П    | В:П   | В     | П     | В:П   |
| - | ---------------------------------------- | ---- | ----- | ----- | ---- | ---- | ----- | ----- | ----- | ----- |
| 1 | Таня Губерлі/Ніна Бетшарт (SUI)          | 6    | 3     | 0     | 6    | 2    | 3.000 | 111   | 111   | 1.000 |
| 2 | Лаура Людвіг/Маргарета Козух (GER)       | 5    | 2     | 1     | 5    | 2    | 2.500 | 102   | 98    | 1.041 |
| 3 | Мікі Ісії/Мегумі Муракамі (JPN)          | 4    | 1     | 2     | 3    | 4    | 0.750 | 89    | 93    | 0.957 |
| 4 | Барбора Германнова/Маркета Слукова (CZE) | 3    | 0     | 3     | 0    | 0    | MAX   | 0     | 0     | MAX   |

| Дата  | Час (UTC+9) |                                    | Рахунок |                                          | Сети  | Сети  | Сети  | Протокол                                           |
| Дата  | Час (UTC+9) | 1                                  | Рахунок | 2                                        | 3     |       |       | Протокол                                           |
| ----- | ----------- | ---------------------------------- | ------- | ---------------------------------------- | ----- | ----- | ----- | -------------------------------------------------- |
| 24.07 | 09:00       | Мікі Ісії/Мегумі Муракамі (JPN)    | 2:0     | Барбора Германнова/Маркета Слукова (CZE) | ТП    | ТП    |       | Звіт [Архівовано 24 липня 2021 у Wayback Machine.] |
| 24.07 | 15:00       | Таня Губерлі/Ніна Бетшарт (SUI)    | 2:1     | Лаура Людвіг/Маргарета Козух (GER)       | 23–25 | 22–20 | 16–14 | Звіт [Архівовано 24 липня 2021 у Wayback Machine.] |
| 26.07 | 16:00       | Таня Губерлі/Ніна Бетшарт (SUI)    | 2:0     | Барбора Германнова/Маркета Слукова (CZE) | ТП    | ТП    |       | Звіт [Архівовано 6 серпня 2021 у Wayback Machine.] |
| 26.07 | 20:00       | Мікі Ісії/Мегумі Муракамі (JPN)    | 0:2     | Лаура Людвіг/Маргарета Козух (GER)       | 17–21 | 20–22 |       | Звіт [Архівовано 6 серпня 2021 у Wayback Machine.] |
| 28.07 | 10:00       | Мікі Ісії/Мегумі Муракамі (JPN)    | 1:2     | Таня Губерлі/Ніна Бетшарт (SUI)          | 21–14 | 19–21 | 12–15 | Звіт [Архівовано 6 серпня 2021 у Wayback Machine.] |
| 28.07 | 15:00       | Лаура Людвіг/Маргарета Козух (GER) | 2:0     | Барбора Германнова/Маркета Слукова (CZE) | ТП    | ТП    |       | Звіт [Архівовано 6 серпня 2021 у Wayback Machine.] |

### Втішний плей-оф
| Дата  | Час (UTC+9) |                                 | Рахунок |                                       | Сети  | Сети  | Сети | Протокол                                           |
| Дата  | Час (UTC+9) | 1                               | Рахунок | 2                                     | 3     |       |      | Протокол                                           |
| ----- | ----------- | ------------------------------- | ------- | ------------------------------------- | ----- | ----- | ---- | -------------------------------------------------- |
| 31.07 | 17:00       | Мікі Ісії/Мегумі Муракамі (JPN) | 0:2     | Ліліан Фернандес/Ельза Бакерісо (ESP) | 15–21 | 10–21 |      | Звіт [Архівовано 6 серпня 2021 у Wayback Machine.] |
| 31.07 | 20:00       | Катя Стам/Раїса Схон (NED)      | 0:2     | Лейла Мартінес/Ліді Ечеваррія (CUB)   | 17–21 | 17–21 |      | Звіт [Архівовано 6 серпня 2021 у Wayback Machine.] |

## Плей-оф

### 1/8 фіналу
| Дата | Час (UTC+9) |                                         | Рахунок |                                         | Сети  | Сети  | Сети  | Протокол                                           |
| Дата | Час (UTC+9) | 1                                       | Рахунок | 2                                       | 3     |       |       | Протокол                                           |
| ---- | ----------- | --------------------------------------- | ------- | --------------------------------------- | ----- | ----- | ----- | -------------------------------------------------- |
| 1.08 | 09:00       | Хезер Бейнслі/Бренді Вілкерсон (CAN)    | 2:1     | Келлі Клаас/Сара Спонсіл (USA)          | 22–24 | 21–18 | 15–13 | Звіт [Архівовано 6 серпня 2021 у Wayback Machine.] |
| 1.08 | 10:00       | Ван Фань/Ся Сіньї (CHN)                 | 0:2     | Патрісія Рамос/Ребекка Сілва (BRA)      | 14–21 | 21–23 |       | Звіт [Архівовано 6 серпня 2021 у Wayback Machine.] |
| 1.08 | 14:00       | ОКР Надія Макрогузова/Світлана Холоміна | 1:2     | Тіна Граудіна/Анастасія Кравценко (LAT) | 21–16 | 17–21 | 13–15 | Звіт [Архівовано 6 серпня 2021 у Wayback Machine.] |
| 1.08 | 17:00       | Лаура Людвіг/Маргарета Козух (GER)      | 2:1     | Агата Беднарчук/Едуарда Сантос (BRA)    | 21–19 | 19–21 | 16–14 | Звіт [Архівовано 6 серпня 2021 у Wayback Machine.] |
| 1.08 | 18:00       | Анук Верже-Депре/Йоана Гайдріх (SUI)    | 2:1     | Таня Губерлі/Ніна Бетшарт (SUI)         | 21–12 | 19–21 | 23–21 | Звіт [Архівовано 6 серпня 2021 у Wayback Machine.] |
| 1.08 | 21:00       | Маріафе Артачо/Таліква Кленсі (AUS)     | 2:0     | Сюе Чень/Ван Сінь-Сінь (CHN)            | 22–20 | 21–13 |       | Звіт [Архівовано 6 серпня 2021 у Wayback Machine.] |
| 2.08 | 09:00       | Лейла Мартінес/Ліді Ечеваррія (CUB)     | 0:2     | Ейпріл Росс/Алікс Клайнман (USA)        | 17–21 | 15–21 |       | Звіт [Архівовано 6 серпня 2021 у Wayback Machine.] |
| 2.08 | 10:00       | Сара Паван/Мелісса Гумана-Паредес (CAN) | 2:0     | Ліліан Фернандес/Ельза Бакерісо (ESP)   | 21–13 | 21–13 |       | Звіт [Архівовано 6 серпня 2021 у Wayback Machine.] |

### Чвертьфінали
| Дата | Час (UTC+9) |                                         | Рахунок |                                      | Сети  | Сети  | Сети  | Протокол                                           |
| Дата | Час (UTC+9) | 1                                       | Рахунок | 2                                    | 3     |       |       | Протокол                                           |
| ---- | ----------- | --------------------------------------- | ------- | ------------------------------------ | ----- | ----- | ----- | -------------------------------------------------- |
| 3.08 | 09:00       | Лаура Людвіг/Маргарета Козух (GER)      | 0:2     | Ейпріл Росс/Алікс Клайнман (USA)     | 19–21 | 19–21 |       | Звіт [Архівовано 6 серпня 2021 у Wayback Machine.] |
| 3.08 | 10:00       | Патрісія Рамос/Ребекка Сілва (BRA)      | 1:2     | Анук Верже-Депре/Йоана Гайдріх (SUI) | 19–21 | 21–18 | 12–15 | Звіт [Архівовано 6 серпня 2021 у Wayback Machine.] |
| 3.08 | 21:00       | Тіна Граудіна/Анастасія Кравценко (LAT) | 2:1     | Хезер Бейнслі/Бренді Вілкерсон (CAN) | 21–13 | 18–21 | 15–11 | Звіт [Архівовано 6 серпня 2021 у Wayback Machine.] |
| 3.08 | 22:00       | Сара Паван/Мелісса Гумана-Паредес (CAN) | 1:2     | Маріафе Артачо/Таліква Кленсі (AUS)  | 15–21 | 21–19 | 12–15 | Звіт [Архівовано 6 серпня 2021 у Wayback Machine.] |

### Півфінали
| Дата | Час (UTC+9) |                                      | Рахунок |                                         | Сети  | Сети  | Сети | Протокол                                           |
| Дата | Час (UTC+9) | 1                                    | Рахунок | 2                                       | 3     |       |      | Протокол                                           |
| ---- | ----------- | ------------------------------------ | ------- | --------------------------------------- | ----- | ----- | ---- | -------------------------------------------------- |
| 5.08 | 09:00       | Анук Верже-Депре/Йоана Гайдріх (SUI) | 0:2     | Ейпріл Росс/Алікс Клайнман (USA)        | 12–21 | 11–21 |      | Звіт [Архівовано 6 серпня 2021 у Wayback Machine.] |
| 5.08 | 10:00       | Маріафе Артачо/Таліква Кленсі (AUS)  | 2:0     | Тіна Граудіна/Анастасія Кравценко (LAT) | 23–21 | 21–13 |      | Звіт [Архівовано 6 серпня 2021 у Wayback Machine.] |

### Матч за третє місце
| Дата | Час (UTC+9) |                                         | Рахунок |                                      | Сети  | Сети  | Сети | Протокол |
| Дата | Час (UTC+9) | 1                                       | Рахунок | 2                                    | 3     |       |      | Протокол |
| ---- | ----------- | --------------------------------------- | ------- | ------------------------------------ | ----- | ----- | ---- | -------- |
| 6.08 | 10:00       | Тіна Граудіна/Анастасія Кравценко (LAT) | 0:2     | Анук Верже-Депре/Йоана Гайдріх (SUI) | 19–21 | 15–21 |      | Звіт     |

### Фінал
| Дата | Час (UTC+9) |                                     | Рахунок |                                  | Сети  | Сети  | Сети | Протокол |
| Дата | Час (UTC+9) | 1                                   | Рахунок | 2                                | 3     |       |      | Протокол |
| ---- | ----------- | ----------------------------------- | ------- | -------------------------------- | ----- | ----- | ---- | -------- |
| 6.08 | 11:30       | Маріафе Артачо/Таліква Кленсі (AUS) | 0:2     | Ейпріл Росс/Алікс Клайнман (USA) | 15–21 | 16–21 |      | Звіт     |

## Підсумкова таблиця
| Місце | Команда                                  |
| ----- | ---------------------------------------- |
|       | Ейпріл Росс/Алікс Клайнман (USA)         |
|       | Маріафе Артачо/Таліква Кленсі (AUS)      |
|       | Анук Верже-Депре/Йоана Гайдріх (SUI)     |
| 4     | Тіна Граудіна/Анастасія Кравценко (LAT)  |
| 5     | Патрісія Рамос/Ребекка Сілва (BRA)       |
| 5     | Хезер Бейнслі/Бренді Вілкерсон (CAN)     |
| 5     | Сара Паван/Мелісса Гумана-Паредес (CAN)  |
| 5     | Лаура Людвіг/Маргарета Козух (GER)       |
| 9     | Агата Беднарчук/Едуарда Сантос (BRA)     |
| 9     | Ван Фань/Ся Сіньї (CHN)                  |
| 9     | Сюе Чень/Ван Сінь-Сінь (CHN)             |
| 9     | Лейла Мартінес/Ліді Ечеваррія (CUB)      |
| 9     | ОКР Надія Макрогузова/Світлана Холоміна  |
| 9     | Таня Губерлі/Ніна Бетшарт (SUI)          |
| 9     | Ліліан Фернандес/Ельза Бакерісо (ESP)    |
| 9     | Келлі Клаас/Сара Спонсіл (USA)           |
| 17    | Мікі Ісії/Мегумі Муракамі (JPN)          |
| 17    | Катя Стам/Раїса Схон (NED)               |
| 19    | Ана Галлай/Фернанда Перейра (ARG)        |
| 19    | Барбора Германнова/Маркета Слукова (CZE) |
| 19    | Юлія Зуде/Карла Боргер (GER)             |
| 19    | Марта Менегатті/Вікторія Орсі (ITA)      |
| 19    | Гауденсія Макоха/Браксідес Хадамбі (KEN) |
| 19    | Санні Кейзер/Маделейн Меппелінк (NED)    |